# Nectandra nitida
Nectandra nitida är en lagerväxtart som beskrevs av Carl Christian Mez. Nectandra nitida ingår i släktet Nectandra och familjen lagerväxter. Inga underarter finns listade i Catalogue of Life.